# Jarosław Czubak
Jarosław Bogdan Czubak (ur. 8 czerwca 1961 w Ostrowie Wielkopolskim) – polski lekarz ortopeda i traumatolog, nauczyciel akademicki, profesor nauk medycznych, konsultant krajowy w dziedzinie ortopedii i traumatologii narządu ruchu.

## Życiorys
W 1986 ukończył studia w I Wydziale Lekarskim Akademii Medycznej w Poznaniu. W 1989 uzyskał specjalizację I stopnia, a następnie w 1994 specjalizację II stopnia z ortopedii i traumatologii.
Stopień doktora nauk medycznych uzyskał w 1993 w Akademii Medycznej im. Karola Marcinkowskiego w Poznaniu na podstawie rozprawy pt. Pomiar kąta antetorsji szyjki kości udowej przy pomocy ultrasonografii. W 2000 w tej samej uczelni uzyskał stopień doktora habilitowanego na podstawie pracy pt. Konfiguracja panewki stawu biodrowego po osteotomii miednicy wg Degi w aspekcie badań morfologicznych, klinicznych i radiologicznych. W 2017 otrzymał tytuł naukowy profesora
Od 2003 zawodowo związany z Centrum Medycznego Kształcenia Podyplomowego i Samodzielnym Publicznym Szpitalem Klinicznym im. Prof. A. Grucy CMKP, którego jest dyrektorem. Od 2007 pełni funkcję kierownika Kliniki Ortopedii, Ortopedii i Traumatologii Dziecięcej Centrum Medycznego Kształcenia Podyplomowego. W kadencji 2011-2016 pełnił funkcję Zastępcy Dyrektora ds. Dydaktycznych i Naukowych tej uczelni.
Członek państwowych komisji egzaminujących w zakresie ortopedii i traumatologii. Kierownik i organizator kursów specjalizacyjnych i atestacyjnych dla lekarzy specjalizujących się w ortopedii i traumatologii. Opiekun lekarzy specjalizujących się w tej dziedzinie medycyny.
Członek Polskiego Towarzystwa Ortopedycznego i Traumatologicznego. Członek kilku innych towarzystw naukowych w tym m.in. International Society for Musculoskeletal Ultrasound (ISMUS), European Pediatric Orthopaedic Society (EPOS, 2005-2009 Board Counsillor) oraz Członkiem Honorowym w Czeskim i Słowackim Towarzystwie Ortopedycznym.
Od 2016 pełni funkcję konsultanta krajowego w dziedzinie ortopedii i traumatologii narządu ruchu.
Autor lub współautor ponad 200 publikacji, w tym monografii i wydawnictw książkowych.

## Odznaczenia
- Krzyż Oficerski Orderu Odrodzenia Polski (2021)[7]
- Krzyż Kawalerski Orderu Odrodzenia Polski (2013)[8]
- Złoty Krzyż Zasługi (2010)[9]
- Medal Komisji Edukacji Narodowej